# Olimpiceno
Olimpiceno é uma molécula orgânica formada por cinco anéis, dos quais quatro são anéis de benzeno, que formam os anéis Olímpicos.
A molécula foi concebida em Março de 2010 como uma forma de celebrar os jogos Olímpicos de Londres 2012 por Graham Richards, da Universidade de Oxford e Anthony Williams. Foi sintetizado pela primeira vez por pesquisadores Cês Mistry e David Fox, da Universidade de Warwick , no reino UNIDO. 

## Contagem de elétrons
Olimpceno têm 18 elétrons pi no seu sistema de anéis; como esta molécula é plana, isto faz com que ela seja uma molécula aromática. O anel central não é um anel aromático.